# Elvillar
Pour les articles homonymes, voir Bilar.
Elvillar en espagnol ou Bilar en basque est une commune d'Alava située dans la communauté autonome du Pays basque en Espagne.

## Présentation

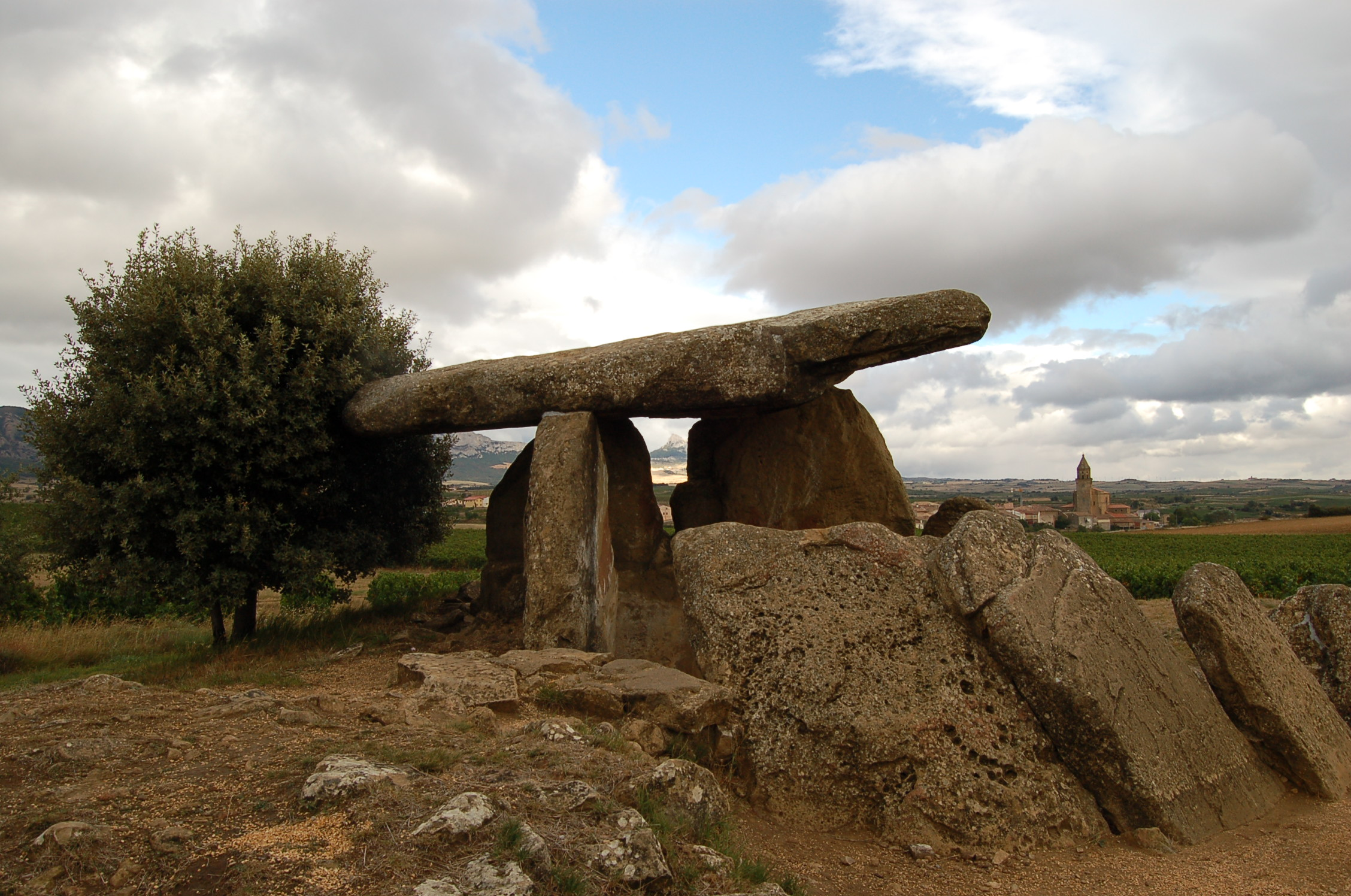
Le dolmen de La chabola de la Hechicera (trikuharria)

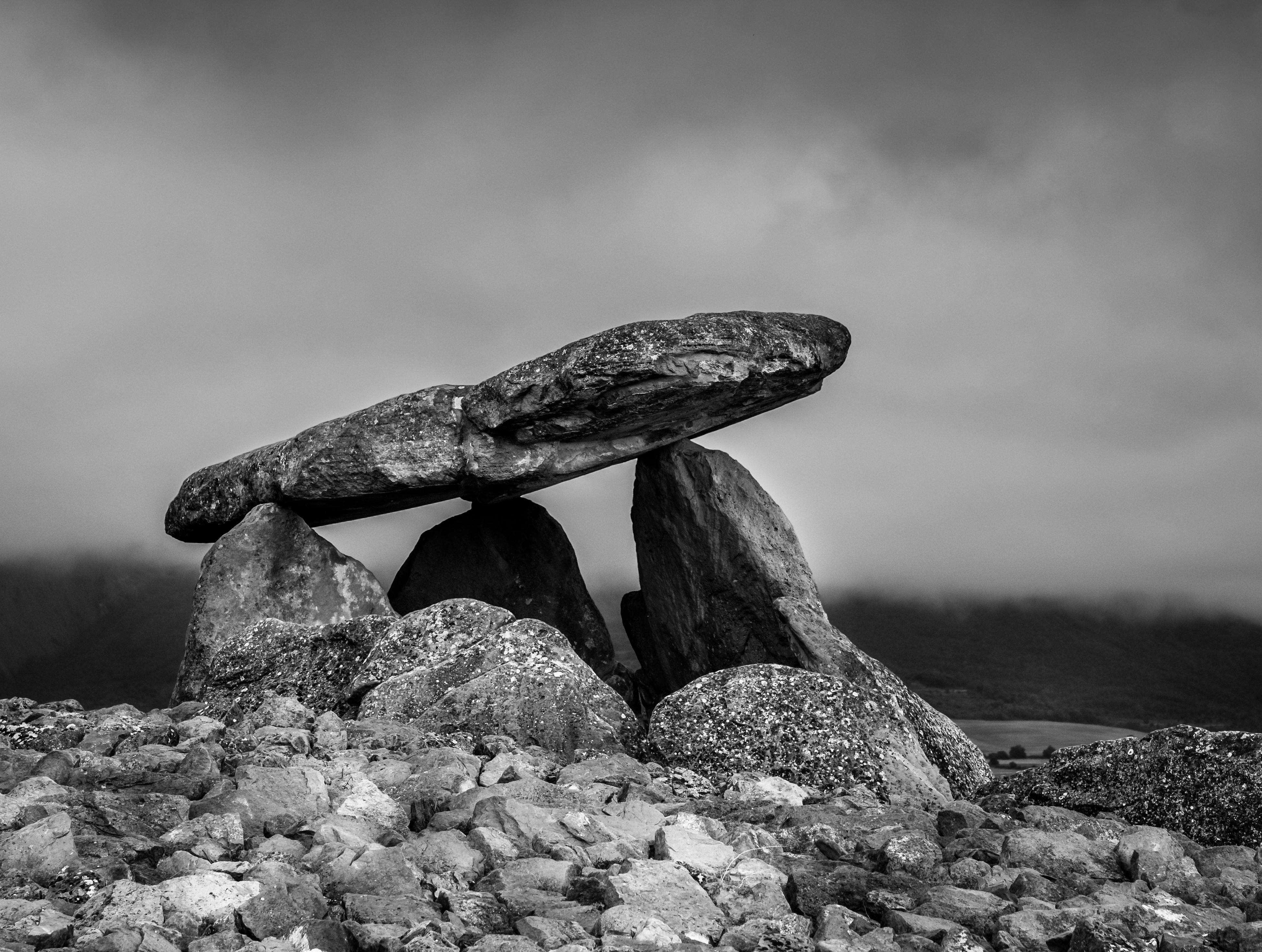
Le même en noir et blanc